# Bataille d'Edington
Batailles
- Englefield
- Reading
- Ashdown
- Basing
- Meretun
- Edington

La bataille d'Edington se déroule au début du mois de mai 878 près d'Edington, en Angleterre. Elle oppose les forces du Wessex, menées par le roi Alfred le Grand, aux troupes vikings de Guthrum.
Le mur de boucliers des Anglais leur permet d'emporter la victoire. Les Vikings en fuite se réfugient à Chippenham et se rendent après un siège de quatorze jours. Guthrum reçoit le baptême avec Alfred comme parrain et se retire du Wessex à l'automne.
La victoire anglaise d'Edington est considérée par les historiens comme un événement crucial dans l'histoire de l'Angleterre anglo-saxonne. La maison de Wessex, seule dynastie anglo-saxonne à avoir résisté victorieusement aux Vikings de la Grande Armée, est à l'origine du royaume d'Angleterre uni.

## Contexte
La fin du VIIIe siècle voit se dérouler les premiers raids vikings en Angleterre. Le pillage de l'abbaye de Lindisfarne, le 8 juin 793, est souvent considéré comme le début de l'âge des Vikings, mais il s'agit plutôt de la première attaque d'importance relatée par les sources, en particulier la correspondance du moine northumbrien Alcuin. La Chronique anglo-saxonne mentionne quelques années plus tôt, en 787, l'arrivée de trois navires norvégiens sur l'île de Portland, dans le Dorset. Un officier royal du Wessex chargé de les conduire en ville est tué par leur équipage. L'archéologie suggère l'existence de contacts d'ordre commercial entre la Scandinavie et les îles Britanniques avant cette date.
Le Wessex commence à subir des raids vikings répétés dans les années 830 et 840, sous le règne d'Æthelwulf. Leur intensité va croissant, au point qu'une flotte est en mesure de passer l'hiver sur l'île de Thanet en 851 sans que les Anglais ne puissent l'en déloger. C'est la première fois que des Vikings hivernent en Angleterre au lieu de rentrer au pays pour la saison froide, ce que note la Chronique anglo-saxonne.
Une nouvelle phase de l'activité viking en Angleterre débute en 865, avec l'arrivée de ce que la Chronique appelle la « Grande Armée ». Menée par les frères Ivar et Halfdan, cette force prend le contrôle de la Northumbrie en 867, puis de l'Est-Anglie en 869, avant de se tourner vers le Wessex. La Chronique anglo-saxonne rapporte que neuf batailles opposent les Ouest-Saxons aux Vikings au cours de la seule année 871, dont la majorité sont remportées par les seconds. Le roi du Wessex Æthelred meurt après la défaite de Meretun, peut-être à la suite de blessures reçues pendant la bataille, et son frère Alfred, le dernier fils d'Æthelwulf, lui succède. Une trêve est conclue plus tard dans l'année qui implique vraisemblablement le versement d'un tribut par Alfred, bien que ni la Chronique, ni Asser ne l'évoquent.
Au cours des cinq années qui suivent, les Vikings mènent une série de campagnes en Northumbrie et en Mercie pour asseoir leur autorité sur ces régions. En 874, la Grande Armée se sépare en deux : une partie, conduite par Halfdan, se dirige vers le Nord pour lutter contre le Strathclyde, tandis qu'une autre partie, dirigée par trois rois nommés Guthrum, Oscytel et Anund, prend ses quartiers à Cambridge. Ils envahissent le Wessex l'année suivante et s'emparent de la ville de Wareham, dans le Dorset. Alfred tente de négocier leur départ en leur versant un nouveau tribut, ainsi qu'en échangeant des otages et des serments, mais les Vikings ne quittent Wareham que pour s'enfoncer plus profondément au cœur du Wessex. Ils prennent le contrôle d'Exeter, dans le Devon, et y passent l'hiver de 876-877.

## Position d'Alfred avant la bataille
Guthrum appliquait la stratégie danoise habituelle : occuper une place fortifiée et attendre un traité de paix, par lequel on leur cèderait de l'argent en échange de leur départ immédiat. En 875, l'armée de Guthrum occupa Wareham. Alfred les paya pour qu'ils quittent le pays, mais ils s'emparèrent d'Exeter, encore plus loin dans le royaume d'Alfred, où fut conclue à l'automne 877 une « paix ferme » avec Alfred, par laquelle les Danois s'engageaient à quitter son royaume et à ne plus y revenir. Ils respectèrent le traité, passant le reste de l'année 877 (selon le calendrier grégorien) à Gloucester. Alfred passa Noël à Chippenham, à une cinquantaine de kilomètres de Gloucester. Les Danois attaquèrent Chippenham « au milieu de l'hiver, après la Douzième Nuit », soit probablement durant la nuit du 6 au 7 janvier 878. Ils s'emparèrent de la ville et manquèrent de peu la capture d'Alfred lui-même. Celui-ci dut s'enfuir « avec de maigres forces » dans la nature.
Durant cette période, Alfred semble avoir pourchassé les Danois sans grand succès dans tout le Wessex, tandis que les envahisseurs agissaient comme bon leur semblait. La Chronique anglo-saxonne tente de faire croire qu'Alfred gardait l'initiative : elle prend la forme d'une « chronique terne, qui retrace laconiquement les déplacements des Danois victorieux tout en essayant de donner sournoisement l'impression qu'Alfred gardait le contrôle », sans vraiment y parvenir. Même si Alfred avait pu rattraper les Danois, il est peu probable qu'il ait pu faire quoi que ce soit. Le simple fait que son armée ait été incapable de défendre la place forte qu'était Chippenham, « à une époque […] aussi peu versée dans l'art de la poliorcétique », ne permet pas vraiment de croire qu'elle aurait pu vaincre les Danois dans une bataille ouverte. Entre 875 et la fin 877, Alfred ne pouvait pas faire grand-chose pour contrer les Danois, hormis les payer à répétition.

## La bataille
Cet état de fait devint encore plus vrai après l'attaque de la Douzième Nuit. Avec sa petite troupe, une maigre fraction de l'armée qu'il avait à Chippenham, Alfred ne pouvait espérer reprendre la ville aux Danois, qui s'étaient précédemment montrés capables de s'adapter à la défense de positions fortifiées (par exemple à Reading en 871). Il se retira donc dans le sud pour refaire ses forces. La première mention d'Alfred après le désastre de Chippenham date des alentours de Pâques, lorsqu'il fonda une forteresse à Athelney. Durant la septième semaine après Pâques (entre le 4 et le 7 mai), Alfred convoqua ses hommes à Ecgbryhtesstan (Egbert's Stone). De nombreux hommes des comtés alentour (Somerset, Wiltshire et Hampshire), parmi ceux qui n'avaient pas déjà fui, le rallièrent. Le lendemain, l'armée d'Alfred prit la route d'Iley Oaks, puis celle d'Ethandun le jour suivant. Là, entre le 6 et le 12 mai, les Saxons affrontèrent les Danois. Selon le récit de la Vie d'Alfred :

« Combattant férocement, formant un mur dense de boucliers contre l'armée entière des païens, et luttant longuement et bravement [...] enfin [Alfred] emporta la victoire. Il renversa les païens dont il fit un grand massacre, et frappant les fugitifs, il les poursuivit jusqu'à la forteresse [Chippenham]. »

Après la victoire, lorsque les Danois se furent réfugiés dans Chippenham, les Saxons firent main basse sur toute la nourriture que les Danois auraient pu rapporter lors d'une sortie et attendirent. Après deux semaines, les Danois affamés demandèrent la paix, cédant à Alfred des otages et jurant de quitter sur l'heure son royaume, comme à leur habitude, mais promettant en outre que Guthrum accepterait le baptême. Cette fois-ci, la victoire d'Alfred était décisive, et contrairement aux traités de Wareham et Exeter, il semblait plus probable que les Danois respecteraient leur part du traité.
La principale raison de la victoire d'Alfred fut probablement la taille relative des deux armées. Les hommes d'un seul comté pouvaient constituer une force importante, comme le prouvèrent ceux du Devon la même année en écrasant l'armée d'Ubbe Ragnarsson à la bataille de Cynwit. Par ailleurs, Guthrum avait perdu en 875 le soutien des autres seigneurs danois, dont Ivar et Ubbe. Des forces danoises qui auraient pu renforcer Guthrum s'étaient installées en Est-Anglie et en Mercie avant l'attaque du Wessex ; d'autres furent perdues lors d'une tempête au large de Swanage en 876-877, qui coula 120 vaisseaux.

## Conséquences

L'Angleterre en 878.

Après Ethandun, les Danois furent confinés dans le Danelaw, et le Wessex, dernier royaume anglo-saxon libre, resta vierge de tout contrôle danois. Si Alfred avait perdu la bataille, Guthrum aurait probablement conquis l'intégralité du royaume. La défaite de Guthrum démoralisa profondément les Danois, et le Wessex resta en paix pendant quelques années.
Une autre conséquence de la bataille, le baptême de Guthrum et de ses hommes à Aller, avec Alfred pour parrain de Guthrum, donna au roi du Wessex une certaine prédominance morale sur les guerriers du Danelaw.

## Postérité
Edington est l'un des trois domaines qu'Alfred lègue à sa femme Ealhswith dans son testament. Au-delà de sa position géographique (proche de la Mercie dont elle est originaire), ce legs reflète l'importance symbolique que le roi attache à ce lieu qui l'a vu remporter une victoire importante.
En 1911, l'écrivain britannique G. K. Chesterton publie le poème The Ballad of the White Horse (en), qui relate une série de légendes associées à Alfred et culmine sur un récit épique de la bataille d'Edington. Il explique dans sa préface ne pas avoir cherché la vraisemblance historique et choisit de situer le champ de bataille dans le Vale of White Horse, à proximité du cheval blanc d'Uffington, même s'il reprend ce faisant une tradition sans fondement.
Le roman historique Le Quatrième Cavalier (2005), deuxième tome des Histoires saxonnes de l'écrivain britannique Bernard Cornwell, propose une version romancée des événements ayant conduit à la bataille d'Edington, ainsi que de la bataille elle-même. Elle constitue le point d'orgue de la première saison de la série télévisée The Last Kingdom (2015), adaptée des romans de Cornwell.

### Sources primaires
- Asser (trad. Alban Gautier), Histoire du roi Alfred, Paris, Les Belles Lettres, 2013 (ISBN 978-2-251-34063-0).
- (en) Michael Swanton (trad.), The Anglo-Saxon Chronicle, Routledge, 1996 (ISBN 0-415-92129-5).

### Sources secondaires
- (en) Richard Abels, Alfred the Great : War, Kingship and Culture in Anglo-Saxon England, Oxford & New York, Routledge, 2013 (1re éd. 1998) (ISBN 978-0-582-04047-2).
- Pierre Bauduin, Histoire des Vikings : des invasions à la diaspora, Paris, Tallandier, 2019 (ISBN 979-10-210-2129-7).
- (en) Barbara Yorke, Wessex in the Early Middle Ages, Londres, Leicester University Press, 1995 (ISBN 0-7185-1856-X).

- (en) Gwyn Jones,  A History of the Vikings, éd. révisée, Oxford University Press, Oxford, 1984.
- (en) Alfred P. Smyth, Alfred the Great, Oxford University Press, Oxford, 1995.
- (en) Alfred P. Smyth (trad.), The Medieval Life of Alfred, Palgrave, Houdmills, 2002.
- (en) Barbara Yorke, Kings and kingdoms of early Anglo-Saxon England, London New York, Routledge, 1997 (ISBN 0-415-16639-X).